# 山横沢村
山横沢村（やまよこさわむら）は、かつて新潟県刈羽郡にあった村。

## 沿革
- 1889年（明治22年）4月1日 - 町村制施行に伴い刈羽郡山横沢村が村制施行し、山横沢村が発足。
- 1955年（昭和30年）1月10日 - 刈羽郡小国村に編入され消滅。編入後の大字は八王子に改称。現在の長岡市小国町八王子。